# Live! (폴리스의 음반)
| 전문가 평가          | 전문가 평가 |
| 평가 점수            | 평가 점수   |
| 출처                 | 점수        |
| -------------------- | ----------- |
| AllMusic             | [ 1 ]       |
| Entertainment Weekly | B+          |
| Rolling Stone        | [ 3 ]       |

《Live!》는 폴리스의 라이브 음반으로, 1995년에 콤팩트 디스크와 카세트 테이프로 발매되었다. 이 음반은 밴드의 첫 번째 라이브 음반이며, 1986년 이전 초기 활동 기간을 다룬 단 두 장의 음반 중 하나이다. 다른 하나는 《Around The World》 (2022년)이다. 2008년에는 재결합 투어의 라이브 음반인 《Certifiable: Live in Buenos Aires》가 발매되었다.

## 배경
앤디 서머스에 따르면, 폴리스의 라이브 음반을 발매하는 아이디어는 1982년까지 거슬러 올라갑니다. 그때까지 몇몇 라이브 트랙은 B-사이드와 《Urgh! A Music War》 (1980년) 같은 컴필레이션에서만 등장했다. 계획은 밴드의 새로운 음반을 발매하여 《Ghost in the Machine》 (1981년)과 《Synchronicity》 (1983년) 사이의 중간 지점 역할을 하는 것이었다. 이 음반은 캐나다에서 믹싱되고 마스터링되었지만 발매되지 않았다. 1984년 밴드의 Synchronicity Tour 막바지에 비슷한 계획이 있었지만, 이번 프로젝트는 다시 보류되어 이번에는 컴필레이션 음반 (《Every Breath You Take: The Singles》)으로 선정되었다. 1995년, CD 포맷이 제공하는 기술적 가능성과 더 긴 러닝 타임 덕분에 아이디어가 다시 탄력을 받게 되었고, 서머스가 프로듀싱에 초대되었다. 이 음반에는 밴드가 경력의 두 가지 매우 뚜렷한 시기에 공연하는 모습이 담겨 있다. 디스크 원에는 1979년 11월 27일, 매사추세츠주 보스턴의 오르페움 극장에서 열린 거의 모든 콘서트가 담겨 있다. 이 음반은 주로 첫 두 음반인 《Outlandos d'Amour》와 《Reggatta de Blanc》의 자료를 포함하고 있으며, 싱글 또는 B-사이드로만 발매된 곡들인 〈Fall Out〉과 〈Landlord〉가 포함되어 있다. 공연은 보스턴의 WBCN (FM) 라디오에서 방송되었다. 디스크 투는 1983년 11월 2일부터 3일까지 조지아주 애틀랜타에서 열린 두 번의 콘서트에서 같은 이름의 음반을 위한 Synchronicity Tour 중 옴니 콜리시엄에서 발췌한 내용을 담고 있다. 이 자리에서 밴드는 세 명의 백 보컬리스트에 의해 보강되었다. 두 공연 모두 수년 동안 해적판 형식으로 유통되어 팬들에게 널리 알려졌다. 1983년 공연은 1984년 Synchronicity Concert VHS와 2005년 DVD 발매에도 소개되었으며, 1984년에는 〈King of Pain〉의 B-사이드로 〈Tea in the Sahra〉의 라이브 버전이 발매되었다.

## 곡 목록
모든 곡들은 특별한 언급이 없는 한 스팅에 의해 작사/작곡하였다.
| #   | 제목                                         | 작사·작곡                        | 재생 시간 |
| --- | -------------------------------------------- | -------------------------------- | --------- |
| 1.  | 〈Next to You〉                              |                                  | 2:57      |
| 2.  | 〈So Lonely〉                                |                                  | 7:32      |
| 3.  | 〈Truth Hits Everybody〉                     |                                  | 2:34      |
| 4.  | 〈Walking on the Moon〉                      |                                  | 4:59      |
| 5.  | 〈Hole in My Life〉                          |                                  | 4:08      |
| 6.  | 〈Fall Out〉                                 | 스튜어트 코플랜드                | 2:46      |
| 7.  | 〈Bring On the Night〉                       |                                  | 5:16      |
| 8.  | 〈Message in a Bottle〉                      |                                  | 4:27      |
| 9.  | 〈The Bed's Too Big Without You〉            |                                  | 8:53      |
| 10. | 〈Peanuts〉                                  | 스팅, 코플랜드                   | 3:07      |
| 11. | 〈Roxanne〉                                  |                                  | 4:42      |
| 12. | 〈Can't Stand Losing You/Reggatta de Blanc〉 | 스팅/스팅, 코플랜드, 앤디 서머스 | 7:54      |
| 13. | 〈Landlord〉                                 | 스팅, 코플랜드                   | 2:27      |
| 14. | 〈Born in the 50s〉                          |                                  | 4:18      |
| 15. | 〈Be My Girl – Sally〉                       | 스팅, 서머스                     | 4:51      |

| #   | 제목                                         | 작사·작곡                   | 재생 시간 |
| --- | -------------------------------------------- | --------------------------- | --------- |
| 1.  | 〈Synchronicity I〉                          |                             | 2:52      |
| 2.  | 〈Synchronicity II〉                         |                             | 4:44      |
| 3.  | 〈Walking in Your Footsteps〉                |                             | 4:54      |
| 4.  | 〈Message in a Bottle〉                      |                             | 4:35      |
| 5.  | 〈O My God〉                                 |                             | 3:36      |
| 6.  | 〈De Do Do Do, De Da Da Da〉                 |                             | 4:32      |
| 7.  | 〈Wrapped Around Your Finger〉               |                             | 5:21      |
| 8.  | 〈Tea in the Sahara〉                        |                             | 4:52      |
| 9.  | 〈Spirits in the Material World〉            |                             | 2:57      |
| 10. | 〈King of Pain〉                             |                             | 5:53      |
| 11. | 〈Don't Stand So Close to Me〉               |                             | 3:36      |
| 12. | 〈Every Breath You Take〉                    |                             | 4:37      |
| 13. | 〈Roxanne〉                                  |                             | 6:10      |
| 14. | 〈Can't Stand Losing You/Reggatta de Blanc〉 | 스팅/스팅, 코플랜드, 서머스 | 6:48      |
| 15. | 〈So Lonely〉                                |                             | 7:26      |

## 인증
| 국가                       | 인증     | 판매량/출하량 |
| -------------------------- | -------- | ------------- |
| 스페인 (PROMUSICAE)        | 골드     | 50,000^       |
| 미국 (RIAA)                | 플래티넘 | 1,000,000^    |
| ^출하량을 기반으로 한 인증 |          |               |